# Caromb
Caromb é uma comuna francesa na região administrativa da Provença-Alpes-Costa Azul, no departamento de Vaucluse. Estende-se por uma área de 17,98 km². Em 2010 a comuna tinha 3 427 habitantes (densidade: 190,6 hab./km²).